# برنامج التبادل الطلابي

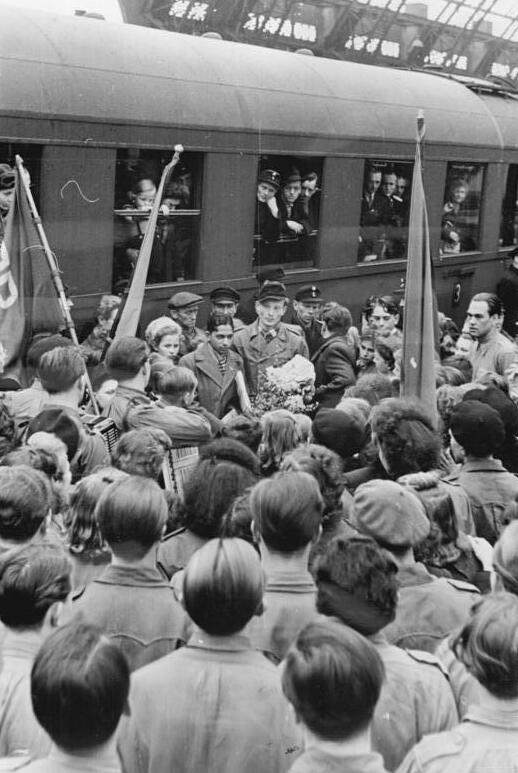

برنامج التبادل الطلابي: يمكن تعريف برنامج التبادل الطلابي بشكل عام أنه برنامجُُ يختار فيه الطلبة من المرحلة الثانوية والجامعية بأن يدرسوا في الخارج في مؤسسات تعليمية شريكة، ويستخدم مصطلحا «التبادل الطلابي» و «الدراسة في الخارج» بشكل مترابط، ولكن الدراسة في الخارج تنطوي على أن يكمل الطالب سنواته الدراسية جميعها وألا تكون دراسته في مؤسسات شريكة كما هو الحال مع التبادل الطلابي حيث أن الطالب الذاهب للتبادل يتوجه إلى الجامعة الشريكة لمؤسسته في وطنه، ولكن في بعض البلدان، ينظر إلى طلاب التبادل كطلاب الدراسة في الخارج لأنهم يدرسون في غير بلدهم، ولا يتطلب برنامج التبادل الطلابي بالضرورة أن يذهب الطالب خارج بلاده بل يمكن أن يكون هنالك برنامجاًً للتبادل ضمن القارة أو الإقليم وذلك ما يسمى ببرنامج التبادل الطلابي الوطني.
وفقا للحكومة الأمريكية، فإن برامج تبادل الأجانب وجدت لتوفر برامج تبادل ثقافي دولي والتي تهدف إلى توفير التدريب العملي والتوظيف ومشاركة تاريخ وثقافة وتقاليد أوطان المشتركين، وهذا ما يطابق المواصفات المطلوبة لتأشيرة التبادل الثقافي الدولي وفقا لوزارة الخارجية الأمريكية.
مصطلح التبادل يعني أن المؤسسة الشريكة تقوم بتبادل الطلاب، ولكن ليس بالضرورة أن يكون للطلاب نظراء في المؤسسة الشريكة الأخرى ليتم التبادل بينهم، ففي الحقيقة، المقايضة الفعلية غير مطلوبة. هنالك نوعان من برامج التبادل الطلابي وهما برامج التبادل الطلابي الدولية وبرامج التبادل الطلابي الوطنية، يستطيع طالب المرحلة الثانوية أو طالب الجامعة الالتحاق ببرامج التبادل الطلابي باستثناء برنامج التبادل الطلابي الوطني حيث أنه مصمم في المقام الأول لطلبة المرحلة الجامعية الدارسين في القارة الأمريكية والأراضي التابعة لها.
يمكن لطالب التبادل أن يعيش مع عائلة مضيفة أو في مكان معين كسكن الطلبة أو شقة أو منزل معقول السعر أو مهجع الطلاب، وتختلف تكلفة كل برنامج حسب البلدان والمؤسسات التعليمية، ويمكن للمشاركين أن يطلبوا ويتلقوا منحة دراسية ممولة من قبلهم أو أن يطلبوا قرض.
أصبح التبادل الطلابي يتمتع بشعبية واسعة بعد الحرب العالمية الثانية، والهدف منه هو مساعدة المشاركين على أن يزدادوا فهما وتسامحا مع الثقافات الأخرى وكذلك تحسين مهاراتهم اللغوية وتوسيع آفاقهم الاجتماعية.
يبقى طالب التبادل عادة في البلد المضيف فترة زمنية قصيرة نسبياً وغالبا ما تكون من ستة إلى عشرة أشهر، على عكس طلاب التبادل الدولي أو طلاب برامج الدراسة في الخارج والتي يمكن أن تدوم لعدة سنوات، يستطيع بعض الطلاب من خلال برامج التبادل الطلابي أن يحصلوا على اعتماد أكاديمي من البلاد التي يدرسون فيها.